# Metarranthis mestusata
Metarranthis mestusata là một loài bướm đêm trong họ Geometridae.